# Llista de topònims de Montoliu de Segarra
Llista de topònims (noms propis de lloc) del municipi de Montoliu de Segarra, a la Segarra
Informació actualitzada per un bot. Els canvis manuals es perdran quan s'actualitzi!

## cabana
| imatge | Nom                 | Ubicat a            | instància de | Detalls       | coordenades                                                                  | Protecció | Commons (més fotos) | Dades a WD                    |
| ------ | ------------------- | ------------------- | ------------ | ------------- | ---------------------------------------------------------------------------- | --------- | ------------------- | ----------------------------- |
|        | corral del Foraster | Cabestany           | cabana       | Estat: ruïnós | 41° 34′ 38″ N, 1° 16′ 09″ E / 41.577356181685°N,1.2691532793494°E 716 msnm   |           |                     | Modifica les dades a Wikidata |
|        | corral del Vilar    | Montoliu de Segarra | cabana       | Estat: ruïnós | 41° 35′ 16″ N, 1° 15′ 19″ E / 41.5877205981163°N,1.25522248735173°E 676 msnm |           |                     | Modifica les dades a Wikidata |
|        | pallissa del Tòfol  | la Guàrdia Lada     | cabana       |               | 41° 35′ 12″ N, 1° 17′ 17″ E / 41.586646672143°N,1.2880996960322°E 683 msnm   |           |                     | Modifica les dades a Wikidata |

## casa
| imatge | Nom                 | Ubicat a             | instància de | Detalls                                                                                    | coordenades                                                                         | Protecció                                  | Commons (més fotos)              | Dades a WD                    |
| ------ | ------------------- | -------------------- | ------------ | ------------------------------------------------------------------------------------------ | ----------------------------------------------------------------------------------- | ------------------------------------------ | -------------------------------- | ----------------------------- |
|        | Cal Benito          | Montoliu de Segarra  | casa         | Estil: arquitectura popular 16th century                                                   | 41° 35′ 23″ N, 1° 16′ 09″ E / 41.58964°N,1.26928°E ca:Carrer Major, 6 677 msnm      | bé integrant del patrimoni cultural català | Cal Benito (Montoliu de Segarra) | Modifica les dades a Wikidata |
|        | Cal Berenguer       | Vilagrasseta         | casa         | Estil: modernisme català arquitectura popular 19th century                                 | 41° 36′ 17″ N, 1° 17′ 12″ E / 41.6046°N,1.28664°E 686 msnm                          | bé integrant del patrimoni cultural català | Cal Berenguer de Vilagrasseta    | Modifica les dades a Wikidata |
|        | Cal Garra           | la Guàrdia Lada      | casa         | Estil: arquitectura popular 16th century                                                   | 41° 35′ 22″ N, 1° 17′ 39″ E / 41.58935°N,1.29414°E ca:C. de l'Església, 2 740 msnm  | bé integrant del patrimoni cultural català | Cal Garra de la Guàrdia Lada     | Modifica les dades a Wikidata |
|        | Cal General         | Vilagrasseta         | casa         | Estil: arquitectura popular 16th century                                                   | 41° 36′ 16″ N, 1° 16′ 55″ E / 41.60442°N,1.28194°E ca:C. Major, 11 624 msnm         | bé integrant del patrimoni cultural català | Cal General de Vilagrasseta      | Modifica les dades a Wikidata |
|        | Cal Mullerac        | l'Ametlla de Segarra | casa         | Estil: gòtic tardà arquitectura popular 16th century                                       | 41° 34′ 32″ N, 1° 14′ 22″ E / 41.57567°N,1.23958°E ca:Carrer de Gràcia, 14 702 msnm | bé integrant del patrimoni cultural català | Cal Mullerac                     | Modifica les dades a Wikidata |
|        | Cal Perelló         | l'Ametlla de Segarra | casa         | Estil: arquitectura del Renaixement arquitectura barroca arquitectura popular 16th century | 41° 34′ 32″ N, 1° 14′ 25″ E / 41.57554°N,1.2404°E ca:Carrer Gràcia, 4 697 msnm      | bé integrant del patrimoni cultural català | Cal Perelló                      | Modifica les dades a Wikidata |
|        | Cal Pubill d'en Ton | l'Ametlla de Segarra | casa         | Estil: gòtic tardà arquitectura popular 16th century                                       | 41° 34′ 31″ N, 1° 14′ 23″ E / 41.57534°N,1.23978°E ca:C. Major, 28 690 msnm         | bé integrant del patrimoni cultural català | Cal Pubill d'en Ton              | Modifica les dades a Wikidata |
|        | Cal Ramon del Bep   | l'Ametlla de Segarra | casa         | Estil: gòtic tardà 16th century                                                            | 41° 34′ 31″ N, 1° 14′ 26″ E / 41.57537°N,1.24054°E ca:Carrer Major, 18 691 msnm     | bé integrant del patrimoni cultural català | Cal Ramon del Bep                | Modifica les dades a Wikidata |
|        | Cal Xacó            | Vilagrasseta         | casa         | Estil: arquitectura popular 16th century                                                   | 41° 36′ 16″ N, 1° 16′ 56″ E / 41.60442°N,1.28214°E ca:C. Major, 9 624 msnm          | bé integrant del patrimoni cultural català | Cal Xacó de Vilagrasseta         | Modifica les dades a Wikidata |

## castell
| imatge | Nom                             | Ubicat a             | instància de | Detalls      | coordenades                                                                                                | Protecció                                            | Commons (més fotos)             | Dades a WD                    |
| ------ | ------------------------------- | -------------------- | ------------ | ------------ | --- | ---------------------------------------------------- | ------------------------------- | ----------------------------- |
|        | Castell de Montoliu de Segarra  | Montoliu de Segarra  | castell      | 13rd century | 41° 35′ 25″ N, 1° 16′ 10″ E / 41.5903027778°N,1.26949722222°E ca:Al damunt del carrer del Call 703 msnm    | bé d'interès cultural bé cultural d'interès nacional | Castell de Montoliu de Segarra  | Modifica les dades a Wikidata |
|        | Castell de l'Ametlla de Segarra | l'Ametlla de Segarra | castell      | 11st century | 41° 34′ 33″ N, 1° 14′ 23″ E / 41.5759°N,1.23986°E ca:Part alta de l'Ametlla de Segarra 704 msnm            | bé d'interès cultural bé cultural d'interès nacional | Castell de l'Ametlla de Segarra | Modifica les dades a Wikidata |
|        | Castell de la Guàrdia Lada      | la Guàrdia Lada      | castell      | 14th century | 41° 35′ 23″ N, 1° 17′ 34″ E / 41.5898°N,1.29278°E ca:Davant la capella de la Mare de Déu del Coll 784 msnm | bé d'interès cultural bé cultural d'interès nacional | Castell de la Guàrdia Lada      | Modifica les dades a Wikidata |

## cementiri
| imatge | Nom                               | Ubicat a             | instància de | Detalls                                                        | coordenades                                                                       | Protecció                                  | Commons (més fotos)               | Dades a WD                    |
| ------ | --------------------------------- | -------------------- | ------------ | -------------------------------------------------------------- | --------------------------------------------------------------------------------- | ------------------------------------------ | --------------------------------- | ----------------------------- |
|        | cementiri de Cabestany            | Cabestany            | cementiri    | Estil: arquitectura romànica 12nd century                      | 41° 34′ 49″ N, 1° 16′ 57″ E / 41.58034°N,1.28249°E ca:Camí del Cementiri 757 msnm | bé integrant del patrimoni cultural català | Cementiri de Cabestany            | Modifica les dades a Wikidata |
|        | cementiri de l'Ametlla de Segarra | l'Ametlla de Segarra | cementiri    | Estil: arquitectura romànica arquitectura popular 12nd century | 41° 34′ 26″ N, 1° 14′ 53″ E / 41.57391°N,1.24818°E 693 msnm                       | bé integrant del patrimoni cultural català | Cementiri de l'Ametlla de Segarra | Modifica les dades a Wikidata |

## creu de terme
| imatge | Nom                                   | Ubicat a             | instància de                          | Detalls                                                               | coordenades                                                                             | Protecció                                  | Commons (més fotos)                   | Dades a WD                    |
| ------ | ------------------------------------- | -------------------- | ------------------------------------- | --------------------------------------------------------------------- | --------------------------------------------------------------------------------------- | ------------------------------------------ | ------------------------------------- | ----------------------------- |
|        | Creu Monumental de Vilagrasseta       | Vilagrasseta         | creu de terme creu de la Santa Missió | Estil: arquitectura popular 20th century                              | 41° 36′ 19″ N, 1° 16′ 56″ E / 41.60514°N,1.28224°E ca:Pl. de l'Església 644 msnm        | bé integrant del patrimoni cultural català | Creu Monumental de Vilagrasseta       | Modifica les dades a Wikidata |
|        | creu de terme de l'Ametlla de Segarra | l'Ametlla de Segarra | creu de terme                         | Estil: arquitectura del Renaixement arquitectura popular 16th century | 41° 34′ 31″ N, 1° 14′ 24″ E / 41.575206°N,1.239963°E ca:Pl. de la Bassa 690 msnm        | bé integrant del patrimoni cultural català | Creu de terme de l'Ametlla de Segarra | Modifica les dades a Wikidata |
|        | creu de terme de la Guàrdia Lada      | la Guàrdia Lada      | creu de terme                         | Estil: arquitectura barroca 17th century                              | 41° 35′ 21″ N, 1° 17′ 48″ E / 41.58917°N,1.29679°E ca:Al costat de la c. L-214 726 msnm | bé integrant del patrimoni cultural català | Creu de terme de la Guàrdia Lada      | Modifica les dades a Wikidata |

## entitat singular de població
| imatge | Nom                  | Ubicat a            | instància de                                                                   | Detalls | coordenades                                                                | Protecció | Commons (més fotos)                        | Dades a WD                    |
| ------ | -------------------- | ------------------- | ------------------------------------------------------------------------------ | ------- | -------------------------------------------------------------------------- | --------- | ------------------------------------------ | ----------------------------- |
|        | Cabestany            | Montoliu de Segarra | entitat singular de població                                                   | 32 hab  | 41° 34′ 48″ N, 1° 16′ 45″ E / 41.579976°N,1.279028°E ca:Cabestany 737 msnm |           | Cabestany (Montoliu de Segarra)            | Modifica les dades a Wikidata |
|        | Montoliu de Segarra  | Montoliu de Segarra | entitat singular de població ens local històric de Catalunya capital municipal | 34 hab  | 41° 35′ 25″ N, 1° 16′ 14″ E / 41.59039789°N,1.27068429°E 688 msnm          |           | Montoliu de Segarra (Montoliu de Segarra)  | Modifica les dades a Wikidata |
|        | Vilagrasseta         | Montoliu de Segarra | entitat singular de població                                                   | 30 hab  | 41° 36′ 17″ N, 1° 16′ 55″ E / 41.604767°N,1.282078°E 640 msnm              |           | Vilagrasseta (Montoliu de Segarra)         | Modifica les dades a Wikidata |
|        | l'Ametlla de Segarra | Montoliu de Segarra | entitat singular de població                                                   | 22 hab  | 41° 34′ 32″ N, 1° 14′ 25″ E / 41.57551667°N,1.24016667°E 700 msnm          |           | L'Ametlla de Segarra (Montoliu de Segarra) | Modifica les dades a Wikidata |
|        | la Guàrdia Lada      | Montoliu de Segarra | entitat singular de població                                                   | 63 hab  | 41° 35′ 22″ N, 1° 17′ 43″ E / 41.58951111°N,1.29515833°E 734 msnm          |           | La Guàrdia Lada (Montoliu de Segarra)      | Modifica les dades a Wikidata |

## església
| imatge | Nom                                   | Ubicat a             | instància de                 | Detalls                                                                    | coordenades                                                                                 | Protecció                                  | Commons (més fotos)                     | Dades a WD                    |
| ------ | ------------------------------------- | -------------------- | ---------------------------- | -------------------------------------------------------------------------- | ------------------------------------------------------------------------------------------- | ------------------------------------------ | --------------------------------------- | ----------------------------- |
|        | Mare de Déu del Coll                  | la Guàrdia Lada      | església                     | Estil: arquitectura romànica 11st century                                  | 41° 35′ 25″ N, 1° 17′ 33″ E / 41.59021°N,1.29256°E ca:Dins del cementiri del poble 779 msnm | bé integrant del patrimoni cultural català | Mare de Déu del Coll de la Guàrdia Lada | Modifica les dades a Wikidata |
|        | Sant Andreu de Vilagrasseta           | Vilagrasseta         | església església parroquial | Estil: arquitectura popular 18th century                                   | 41° 36′ 19″ N, 1° 16′ 55″ E / 41.60516°N,1.28208°E ca:Pl. de l'Església 644 msnm            | bé integrant del patrimoni cultural català | Sant Andreu de Vilagrasseta             | Modifica les dades a Wikidata |
|        | Sant Joan de Cabestany                | Cabestany            | església                     | Estil: arquitectura popular 16th century                                   | 41° 34′ 48″ N, 1° 16′ 44″ E / 41.57998°N,1.27877°E ca:Pl. de l'Església 736 msnm            | bé integrant del patrimoni cultural català | Sant Joan de Cabestany                  | Modifica les dades a Wikidata |
|        | Sant Julià                            | Vilagrasseta         | església ermita              | Estat: ruïnós                                                              | 41° 35′ 49″ N, 1° 16′ 36″ E / 41.5969687975474°N,1.27659491556434°E 650 msnm                |                                            |                                         | Modifica les dades a Wikidata |
|        | Sant Pere de l'Ametlla                | l'Ametlla de Segarra | església església parroquial | Estil: arquitectura romànica gòtic tardà arquitectura popular 12nd century | 41° 34′ 31″ N, 1° 14′ 29″ E / 41.57531°N,1.24127°E ca:Pl. de l'Església 691 msnm            | bé integrant del patrimoni cultural català | Sant Pere de l'Ametlla                  | Modifica les dades a Wikidata |
|        | Sant Salvador de Montoliu de Segarra  | Montoliu de Segarra  | església església parroquial | Estil: arquitectura popular 18th century                                   | 41° 35′ 25″ N, 1° 16′ 12″ E / 41.59014°N,1.27012°E ca:Pl. Església 688 msnm                 | bé integrant del patrimoni cultural català | Sant Salvador de Montoliu de Segarra    | Modifica les dades a Wikidata |
|        | Santa Maria de la Guàrdia Lada        | la Guàrdia Lada      | església església parroquial | Estil: arquitectura gòtica arquitectura popular 13rd century               | 41° 35′ 22″ N, 1° 17′ 37″ E / 41.58948°N,1.2937°E ca:Pl. de l'Església 752 msnm             | bé integrant del patrimoni cultural català | Santa Maria de la Guàrdia Lada          | Modifica les dades a Wikidata |
|        | capella del Cementiri de Vilagrasseta | Vilagrasseta         | església                     | Estil: arquitectura popular 16th century                                   | 41° 36′ 23″ N, 1° 17′ 03″ E / 41.60641°N,1.28408°E ca:Camí del Cementiri 654 msnm           | bé integrant del patrimoni cultural català | Capella del Cementiri de Vilagrasseta   | Modifica les dades a Wikidata |

## font
| imatge | Nom                                                | Ubicat a             | instància de            | Detalls                                      | coordenades                                                                        | Protecció                                  | Commons (més fotos)                     | Dades a WD                    |
| ------ | -------------------------------------------------- | -------------------- | ----------------------- | -------------------------------------------- | ---------------------------------------------------------------------------------- | ------------------------------------------ | --------------------------------------- | ----------------------------- |
|        | Font Sobirana                                      | Montoliu de Segarra  | font                    |                                              | 41° 34′ 55″ N, 1° 18′ 27″ E / 41.5819802424142°N,1.30742718108726°E 702 msnm       |                                            |                                         | Modifica les dades a Wikidata |
|        | Font, safareig i abeurador de l'Ametlla de Segarra | l'Ametlla de Segarra | font safareig abeurador | Estil: arquitectura popular 19th century     | 41° 34′ 58″ N, 1° 14′ 35″ E / 41.58275°N,1.24299°E ca:Camí de la Font 610 msnm     | bé integrant del patrimoni cultural català | Font de l'Ametlla de Segarra            | Modifica les dades a Wikidata |
|        | font de Sant Joan                                  | Cabestany            | font                    | Estil: arquitectura neoclàssica 18th century | 41° 34′ 45″ N, 1° 16′ 41″ E / 41.57925°N,1.27814°E ca:Sota la ctra. L-214 710 msnm | bé integrant del patrimoni cultural català | Font de Sant Joan (Montoliu de Segarra) | Modifica les dades a Wikidata |
|        | font del Pontarró                                  | la Guàrdia Lada      | font                    |                                              | 41° 35′ 31″ N, 1° 18′ 23″ E / 41.5919896957667°N,1.30639780892752°E 682 msnm       |                                            |                                         | Modifica les dades a Wikidata |

## indret
| imatge | Nom               | Ubicat a                                 | instància de | Detalls | coordenades                                                       | Protecció | Commons (més fotos) | Dades a WD                    |
| ------ | ----------------- | ---------------------------------------- | ------------ | ------- | ----------------------------------------------------------------- | --------- | ------------------- | ----------------------------- |
|        | Pla d'en Puigverd | Montoliu de Segarra                      | indret plana |         | 41° 34′ 54″ N, 1° 13′ 11″ E / 41.581684°N,1.219842°E 610 msnm     |           |                     | Modifica les dades a Wikidata |
|        | Pla de la Saira   | Montoliu de Segarra Montornès de Segarra | indret plana |         | 41° 35′ 41″ N, 1° 14′ 29″ E / 41.59483333°N,1.24145278°E 600 msnm |           |                     | Modifica les dades a Wikidata |

## masia
| imatge | Nom              | Ubicat a        | instància de | Detalls       | coordenades                                                                  | Protecció | Commons (més fotos) | Dades a WD                    |
| ------ | ---------------- | --------------- | ------------ | ------------- | ---------------------------------------------------------------------------- | --------- | ------------------- | ----------------------------- |
|        | Cal Mitxeu       | la Guàrdia Lada | masia        | Estat: ruïnós | 41° 34′ 43″ N, 1° 18′ 33″ E / 41.5787190629233°N,1.30921568881735°E 754 msnm |           |                     | Modifica les dades a Wikidata |
|        | Masia del Cendra | Vilagrasseta    | masia        |               | 41° 36′ 24″ N, 1° 16′ 08″ E / 41.60676944°N,1.26883917°E 606 msnm            |           |                     | Modifica les dades a Wikidata |

## molí d'aigua
| imatge | Nom                     | Ubicat a            | instància de | Detalls                                  | coordenades                                                                                            | Protecció                                  | Commons (més fotos)     | Dades a WD                    |
| ------ | ----------------------- | ------------------- | ------------ | ---------------------------------------- | --- | ------------------------------------------ | ----------------------- | ----------------------------- |
|        | Molí del Camell de Dalt | Montoliu de Segarra | molí d'aigua | Estil: arquitectura popular 19th century | 41° 35′ 46″ N, 1° 14′ 50″ E / 41.5961°N,1.2471°E ca:Camí de Montoliu a Montornès 564 msnm              | bé integrant del patrimoni cultural català | Molí del Camell de Dalt | Modifica les dades a Wikidata |
|        | molí del Moreno         | Vilagrasseta        | molí d'aigua | Estil: arquitectura popular 19th century | 41° 36′ 36″ N, 1° 16′ 09″ E / 41.60995°N,1.26924°E ca:Al costat de la carretera de Gramuntell 588 msnm | bé integrant del patrimoni cultural català | Molí del Moreno         | Modifica les dades a Wikidata |

## porta de ciutat
| imatge | Nom                                           | Ubicat a            | instància de    | Detalls                                   | coordenades                                                                | Protecció                                  | Commons (més fotos)                            | Dades a WD                    |
| ------ | --------------------------------------------- | ------------------- | --------------- | ----------------------------------------- | -------------------------------------------------------------------------- | ------------------------------------------ | ---------------------------------------------- | ----------------------------- |
|        | Portal del carrer Església de la Guàrdia Lada | la Guàrdia Lada     | porta de ciutat | Estil: arquitectura romànica 12nd century | 41° 35′ 22″ N, 1° 17′ 38″ E / 41.58934°N,1.29385°E ca:C. Església 748 msnm | bé integrant del patrimoni cultural català | Portal del carrer Església de la Guàrdia Lada  | Modifica les dades a Wikidata |
|        | Portals de Cabestany                          | Cabestany           | porta de ciutat | Estil: arquitectura romànica 12nd century | 41° 34′ 48″ N, 1° 16′ 44″ E / 41.58004°N,1.27889°E ca:C. Major 741 msnm    | bé integrant del patrimoni cultural català | Portals de Cabestany (Montoliu de Segarra)     | Modifica les dades a Wikidata |
|        | Portals del carrer Major                      | Montoliu de Segarra | porta de ciutat | Estil: arquitectura popular 16th century  | 41° 35′ 24″ N, 1° 16′ 13″ E / 41.58991°N,1.27016°E ca:C. Major 681 msnm    | bé integrant del patrimoni cultural català | Portals del carrer Major (Montoliu de Segarra) | Modifica les dades a Wikidata |

## Misc
| imatge | Nom                                      | Ubicat a            | instància de            | Detalls                                  | coordenades                                                                        | Protecció                                  | Commons (més fotos)                    | Dades a WD                    |
| ------ | ---------------------------------------- | ------------------- | ----------------------- | ---------------------------------------- | ---------------------------------------------------------------------------------- | ------------------------------------------ | -------------------------------------- | ----------------------------- |
|        | Creu Monumental de Montoliu de Segarra   | Montoliu de Segarra | creu de la Santa Missió | Estil: arquitectura popular 20th century | 41° 35′ 24″ N, 1° 16′ 12″ E / 41.59005°N,1.27011°E ca:Plaça de l'Església 688 msnm | bé integrant del patrimoni cultural català | Creu Monumental de Montoliu de Segarra | Modifica les dades a Wikidata |
|        | Pas cobert del carrer Forn               | Montoliu de Segarra | passatge                | Estil: arquitectura gòtica 14th century  | 41° 35′ 24″ N, 1° 16′ 11″ E / 41.58995°N,1.26962°E ca:C. del Forn 683 msnm         | bé integrant del patrimoni cultural català | Pas cobert del carrer Forn             | Modifica les dades a Wikidata |
|        | Suro                                     | Montoliu de Segarra | vèrtex geodèsic         | Alt: 1.19m                               | 41° 34′ 22″ N, 1° 18′ 18″ E / 41.572792°N,1.304918°E 830.633 msnm                  |                                            |                                        | Modifica les dades a Wikidata |
|        | casa consistorial de Montoliu de Segarra | Montoliu de Segarra | casa consistorial       |                                          | 41° 35′ 25″ N, 1° 16′ 12″ E / 41.5902726°N,1.270012°E                              |                                            |                                        | Modifica les dades a Wikidata |
|        | el Puig                                  | Montoliu de Segarra | muntanya                |                                          | 41° 34′ 36″ N, 1° 18′ 11″ E / 41.5767°N,1.30298°E 786 msnm                         |                                            |                                        | Modifica les dades a Wikidata |